# Keith Peters (Fußballspieler)
Keith Peters (* 19. Juli 1915 in Port Sunlight; † 1989) war ein englischer Fußballspieler.

## Karriere
Peters spielte für den Bromborough FC bevor er als Amateur zum nahe gelegenen FC Liverpool kam. Im Dezember 1935 gehörte er – bereits als Spieler des FC Liverpool – einer Amateurauswahl von Lancashire für ein Spiel gegen Staffordshire an. Im Laufe der Saison 1936/37 stieg er zum Profi auf. Ursprünglich als Außenläufer und linker Außenstürmer aufgeboten, etablierte er sich schließlich als Verteidiger.
Zu seinem einzigen Einsatz für Liverpool in der First Division kam Peters am 2. Januar 1939 gegen den FC Middlesbrough als Ersatz für Jim Harley auf der Position des linken Verteidigers. Er bildete dabei mit Barney Ramsden das Verteidigerpaar und erhielt trotz der 0:3-Niederlage wohlwollendes Pressefeedback. Der Liverpool Evening Express bescheinigte ihm ein „brauchbarer Stellvertreter“ zu sein, der „oft in Zweikämpfen besiegt wurde, aber dessen Stellungsspiel gut war und dessen Umgang mit dem Ball so gut wie eines jeden anderen Spielers auf dem Platz“ gewesen sei. Der Liverpool Echo lobte, dass „Liverpools Abwehr, in der ein leidenschaftlicher Keith Peters seine Fähigkeiten einbrachte, gegen eine der besten Mannschaften des Landes bis 12 Minuten nach der Pause durchhielt.“
Mit der Reservemannschaft gewann er 1939 durch einen 3:0-Finalsieg über die Tranmere Rovers den Liverpool Senior Cup, ein Jahr später gehörte er zum Finalaufgebot im Liverpool Challenge Cup, die Partie endete aber mit einer 1:3-Niederlage gegen Skelmersdale United. Mit Ausbruch des Zweiten Weltkriegs wurde er, wie auch zahlreiche weitere Liverpool-Spieler, in die Territorial Army eingezogen. Peters diente im King’s Regiment (Liverpool). Im November 1939 berichtete der Liverpool Echo, dass Peters während seines Armeedienstes für den FC Southport zum Einsatz kommen soll. In der Spielzeit 1941/42 bestritt er eine Partie als Gastspieler bei Brighton & Hove Albion.
Peters soll noch bis 1944 dem FC Liverpool angehört haben, bevor er seine aktive Laufbahn beendete.